# زيد كروش
زيد كروش ؛ مواليد 21 يناير 1991 في تطوان، هو لاعب كرة قدم مغربي يلعب لنادي المغرب التطواني في مركز وسط الميدان. بدأ مسيرته الاحترافية سنة 2010.

## مسيرته
زيد كروش منتوج مدرسة تكوين المغرب التطواني، التي ولجها عبر بوابة الدوريات الصيفية التي كانت تنظم بمدينة مرتيل. التحق بالفريق الأول سنة 2011 عن سن العشرين. سجل أول هدف له بقميص المغرب التطواني في ملعب الانبعاث، ضد حسنية أكادير في 3 ماي 2011، في مقابلة انتهت بالتعادل 1-1.

ساهم في الظفر بلقب الدوري المغربي للمحترفين 2011/2012 بتسجيله 7 أهداف، منهيا آنذاك الموسم كثاني أحسن هدافي فريقه، وراء عبد العظيم خضروف. تم اختياره في موسم 2011/2012 كأحسن لاعب واعد في البطولة المغربية.

في 2012، كان زيد كروش ضمن المنتخب الوطني المغربي الذي ظفر بكأس العرب، في السعودية، تحت إمرة المدرب البلجيكي إيريك غيريتس.

## إحصائياته[2]
| المواسم  | النادي          | عدد الأهداف | عدد مرات الظهور |
| -------- | --------------- | ----------- | --------------- |
| منذ 2010 | المغرب التطواني | 10          | 50              |

## ألقابه
| السنة | النادي          | اللقب                                  |
| ----- | --------------- | -------------------------------------- |
| 2010  | المغرب التطواني | بطل الدوري المغربي للمحترفين 2011/2012 |
| 2010  | منتخب المغرب    | كأس العرب 2012                         |

## وصلات خارجية
- زيد كروش على موقع الاتحاد الدولي (مؤرشف)  (الإنجليزية)
- زيد كروش على موقع قاعدة بيانات كرة القدم.إي يو (الإنجليزية)
- زيد كروش على موقع Soccerway.com (الإنجليزية)
- زيد كروش على موقع AS.com (الإسبانية)

قائمة أهداف زيد كروش من موقع كوورة المتخصص